# Miss České republiky 2007
Miss České republiky 2007 je 19. ročník soutěže krásy Miss České republiky. Finálový večer, kde se o držitelce titulu Miss České republiky pro rok 2007 rozhodlo, se konal v sobotu 14. dubna 2007 v Boby centrum v Brně.
Slavnostním večerem provázel moderátor Jan Čenský.
V porotě usedli: prezident soutěže Miloš Zapletal, módní návrhář Josef Klír, loňská Miss České republiky a Miss World Taťána Kuchařová, odborník na etiketu Ladislav Špaček, plastický chirurg Jan Měšťák, herec a moderátor Dalibor Gondík, fotograf Ondřej Pýcha a další.

## Vedlejší tituly
Vedle hlavní soutěže Miss byly vyhlašovány ještě i vítězky dalších soutěží souvisejících se soutěží Miss České republiky. Byly jimi:
- Miss Sympatie 2007
- Miss Silueta 2007
- Miss Elegance 2007
- Miss Talent 2007
- Miss Bohemia 2007
- Miss nej hlas 2007

## Finalistky soutěže
Finále soutěže se zúčastnilo celkem 12 dívek:

### Soňa Dedíková (soutěžní číslo 1)
Žije v Brně. Ovládá anglický a německý jazyk. Stala se držitelkou titulu Miss nej hlas 2007.

### Veronika Pompeová (soutěžní číslo 2)
Narodila se 30. září 1985 a žije v Jeseníkách. Ovládá anglický a německý jazyk. Stala se I. vicemiss České republiky 2007 a držitelkou titulu Miss Sympatie 2007.

### Tereza Šolcová (soutěžní číslo 3)
Pochází z Mladé Boleslavi, ale žije v Mnichově Hradišti. Ovládá anglický a německý jazyk. 

### Gabriela Kořínková (soutěžní číslo 4)
Žije v Přerově. Ovládá anglický a španělský jazyk.

### Šárka Cojocarová (soutěžní číslo 5)
Narodila se 16. ledna 1989 a žije ve Svobodných Heřmanicích. Ovládá anglický a francouzský jazyk. 

### Kateřina Sokolová (soutěžní číslo 6)
Narodila se 4. dubna 1986 a žije v Břeclavi. Ovládá anglický a německý jazyk. Stala se Miss České republiky 2007 a držitelkou titulů Miss Silueta 2007 a Miss Bohemia 2007.

### Helena Procházková (soutěžní číslo 7)
Žije v Radvánovicích. Ovládá anglický a německý jazyk. 

### Denisa Přibylová (soutěžní číslo 8)
Pochází z Písku, ale žije v Praze. Ovládá anglický a německý jazyk. 

### Veronika Chmelířová (soutěžní číslo 9)
Narodila se 6. prosince 1986 a žije v Znojmě. Ovládá anglický, německý a trochu francouzský jazyk. Stala se II. vicemiss České republiky 2007 a držitelkou titulu Miss Elegance 2007.

### Veronika Šindlerová (soutěžní číslo 10)
Žije v Kopřivnici. Stata se držitelkou titulu Miss Talent 2007.

### Karolína Havránková (soutěžní číslo 11)
Žije v Brně. Ovládá anglický a ruský jazyk. 

### Lucie Petrišková (soutěžní číslo 12)
Žije v Kadani. Ovládá velmi dobře anglický jazyk. 

## Konečné pořadí
| Miss České republiky 2007 – Kateřina Sokolová           |
| I. vicemiss České republiky 2007 – Veronika Pompeová    |
| II. vicemiss České republiky 2007 – Veronika Chmelířová |

## Umístění na mezinárodních soutěžích
- vítězka Kateřina Sokolová se na mezinárodní soutěži krásy Miss World 2007 neumístila.
- I. vicemiss Veronika Pompeová se na Miss International 2007 umístila v TOP 15.
- II. vicemiss Veronika Chmelířová měla jet na mezinárodní soutěž Miss Europe 2007, ale soutěž se nekonala